# Coccorchestes karimui
Coccorchestes karimui är en spindelart som beskrevs av Balogh 1980. Coccorchestes karimui ingår i släktet Coccorchestes och familjen hoppspindlar. Inga underarter finns listade i Catalogue of Life.